# 阿拉苏阿伊
阿拉苏阿伊是巴西米纳斯吉拉斯州的一个市镇。总面积2235.696平方公里，总人口37262人，人口密度16.7人/平方公里。